# Arteria iliaca externa

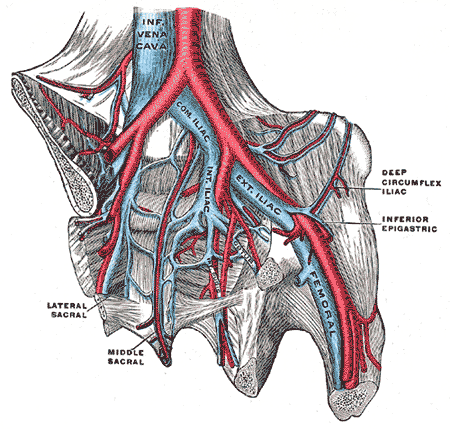
Arterien am Beckeneingang des Menschen

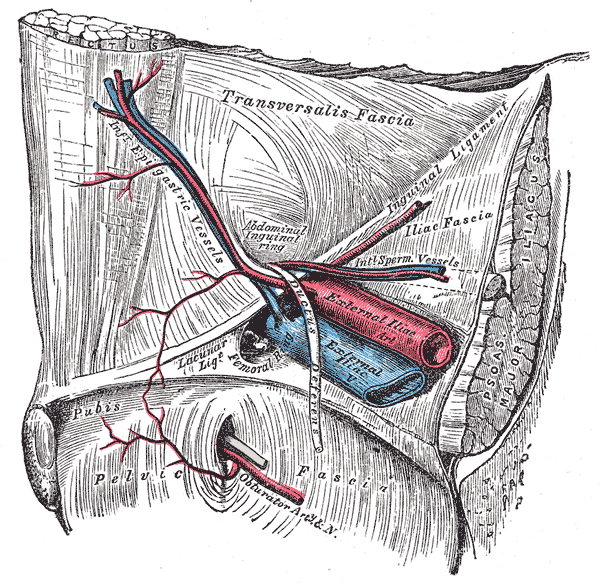
Die Arteria iliaca externa von der Innenseite gesehen

Die Arteria iliaca externa (äußere Beckenarterie) entsteht beim Menschen auf jeder Körperseite aus der Aufteilung der Arteria iliaca communis als indirekte Fortsetzung des Bauchteils der Aorta, bei den meisten anderen Säugetieren ist sie ein direkter Aortenast.
Sie liegt vor den Darmbeinschaufeln des Beckens vor dem Musculus iliopsoas. Sie liegt dabei in der Rinne zwischen dessen beiden Anteilen, dem Musculus psoas major und dem Musculus iliacus.
Die Arterie gibt beim Menschen im Beckenbereich zwei Äste ab, die Arteria circumflexa ilium profunda und die Arteria epigastrica inferior. Die Arteria circumflexa ilium profunda gibt einen Ramus ascendens ab, der mit dem Ramus iliacus der Arteria iliolumbalis anastomosiert. Die Arteria epigastrica inferior entsendet – neben der Arteria cremasterica beim Mann bzw. der Arteria ligamenti teretis uteri bei der Frau – einen Ramus pubicus, der dann in seinem weiteren Verlauf einen Ramus obturatorius abgibt (siehe Corona mortis). Im weiteren Verlauf zieht die Arteria iliaca externa unter dem Leistenband hindurch, um als Arteria femoralis (Oberschenkelarterie) das Bein mit Blut zu versorgen.
Auch bei den Huftieren entspringt der Arteria iliaca externa die Arteria circumflexa ilium profunda zur Versorgung der seitlichen Bauchwand. Bei Pferden entspringt der Arteria iliaca externa zusätzlich auch die Arteria uterina, das Hauptgefäß zur Versorgung der Gebärmutter.
Die beiden Arteriae iliacae externae sind bei Hauskatzen die häufigste Lokalisation einer arteriellen Thromboembolie.